# Polokwane Classic
De Polokwane Classic is een golftoernooi in Zuid-Afrika en maakt deel uit van de Sunshine Tour. Het toernooi werd in 2013 opgericht en wordt jaarlijks gespeeld op de golfbaan van de Polokwane Golf Club, in Polokwane.

## Winnaars
| Jaar | Naam           | Score     |
| ---- | -------------- | --------- |
| 2013 | Dean Burmester | 204 (−12) |

| Toernooirecord |